# Heather Ludloff
Pour les articles homonymes, voir Ludloff.
Heather Ludloff (née le 11 juin 1961) est une joueuse de tennis américaine, professionnelle du début des années 1980 à 1993.
Elle a atteint le 57e rang mondial en simple le 15 août 1983 et le 37e en double le 9 novembre 1987.
Pendant sa carrière, elle a remporté trois titres WTA en double dames.

## Palmarès

### Titre en simple dames
Aucun

### Finale en simple dames
Aucune

### Titres en double dames
| No | Date       | Nom et lieu du tournoi                    | Catégorie | Dotation  | Surface         | Partenaire      | Finalistes                    | Score         |          |
| -- | ---------- | ----------------------------------------- | --------- | --------- | --------------- | --------------- | ----------------------------- | ------------- | -------- |
| 1  | 25/02/1979 | Avon Qualifying of Roanoke Roanoke        | Futures   | 7 500 $   | Moquette (int.) | Caryn Copeland  | Raquel Giscafré Jane Stratton | 6-3, 6-3      | Parcours |
| 2  | 14/07/1986 | Virginia Slims of Newport Newport (RI)    |           | 150 000 $ | Gazon (ext.)    | Terry Holladay  | Cammy MacGregor Gretchen Rush | 6-1, 6-7, 6-3 | Parcours |
| 3  | 24/04/1989 | Taipei International Championships Taïwan | Tier V    | 50 000 $  | Dur (ext.)      | Maria Lindström | Cecilia Dahlman Nana Miyagi   | 4-6, 7-5, 6-3 | Parcours |

### Finales en double dames
| No | Date       | Nom et lieu du tournoi                            | Catégorie | Dotation  | Surface         | Vainqueures                           | Partenaire     | Score    |          |
| -- | ---------- | ------------------------------------------------- | --------- | --------- | --------------- | ------------------------------------- | -------------- | -------- | -------- |
| 1  | 27/04/1987 | Singapore Open Kallang                            |           | 50 000 $  | Dur (ext.)      | Anna Maria Fernández Julie Richardson | Barbara Gerken | 6-1, 6-4 | Parcours |
| 2  | 28/09/1987 | Virginia Slims of New Orleans La Nouvelle-Orléans |           | 150 000 $ | Moquette (int.) | Zina Garrison Lori McNeil             | Peanut Louie   | 6-3, 6-3 | Parcours |

## Parcours en Grand Chelem

### En simple dames
| Année | Open d'Australie (janvier) | Open d'Australie (janvier) | Internationaux de France | Internationaux de France | Wimbledon       | Wimbledon       | US Open         | US Open          | Open d'Australie (décembre) | Open d'Australie (décembre) |
| ----- | -------------------------- | -------------------------- | ------------------------ | ------------------------ | --------------- | --------------- | --------------- | ---------------- | --------------------------- | --------------------------- |
| 1978  | n/a                        | n/a                        | -                        | -                        | 2e tour (1/32)  | Ruta Gerulaitis | -               | -                | -                           | -                           |
| 1979  | n/a                        | n/a                        | -                        | -                        | -               | -               | 1er tour (1/64) | Kathy May        | -                           | -                           |
| 1982  | n/a                        | n/a                        | -                        | -                        | -               | -               | 3e tour (1/16)  | Andrea Leand     | -                           | -                           |
| 1983  | n/a                        | n/a                        | -                        | -                        | 1er tour (1/64) | Rene Mentz      | 1er tour (1/64) | Lele Forood      | 1er tour (1/32)             | M. Navrátilová              |
| 1984  | n/a                        | n/a                        | -                        | -                        | 1er tour (1/64) | Kathy Jordan    | 1er tour (1/64) | Mima Jaušovec    | -                           | -                           |
| 1985  | n/a                        | n/a                        | -                        | -                        | 1er tour (1/64) | Bonnie Gadusek  | -               | -                | -                           | -                           |
| 1987  | 2e tour (1/32)             | Zina Garrison              | -                        | -                        | 1er tour (1/64) | Natasha Zvereva | 1er tour (1/64) | Nathalie Tauziat | n/a                         | n/a                         |
| 1988  | 2e tour (1/32)             | Lea Antonoplis             | -                        | -                        | 1er tour (1/64) | Radka Zrubáková | 1er tour (1/64) | Iwona Kuczyńska  | n/a                         | n/a                         |
| 1989  | 2e tour (1/32)             | Helena Suková              | -                        | -                        | 1er tour (1/64) | Eva Švíglerová  | -               | -                | n/a                         | n/a                         |
| 1990  | 1er tour (1/64)            | Nicole Pratt               | -                        | -                        | 2e tour (1/32)  | C. Tanvier      | -               | -                | n/a                         | n/a                         |
| 1992  | 1er tour (1/64)            | Marketa Kochta             | -                        | -                        | -               | -               | -               | -                | n/a                         | n/a                         |

À droite du résultat, l’ultime adversaire.

### En double dames
| Année | Open d'Australie (janvier)   | Open d'Australie (janvier) | Internationaux de France | Internationaux de France | Wimbledon                    | Wimbledon                 | US Open                      | US Open                    | Open d'Australie (décembre)  | Open d'Australie (décembre) |
| ----- | ---------------------------- | -------------------------- | ------------------------ | ------------------------ | ---------------------------- | ------------------------- | ---------------------------- | -------------------------- | ---------------------------- | --------------------------- |
| 1978  | n/a                          | n/a                        | -                        | -                        | -                            | -                         | 2e tour (1/16) A. Moulton    | Chris O'Neil Paula Smith   | -                            | -                           |
| 1979  | n/a                          | n/a                        | -                        | -                        | -                            | -                         | 2e tour (1/16) C. Copeland   | Diane Desfor B. Hallquist  | -                            | -                           |
| 1981  | n/a                          | n/a                        | -                        | -                        | 1er tour (1/32) Elise Burgin | N. Gregory M. Neumanova   | 1er tour (1/32) Eva Pfaff    | M. L. Piatek Wendy White   | -                            | -                           |
| 1982  | n/a                          | n/a                        | -                        | -                        | -                            | -                         | 3e tour (1/8) Jill Davis     | Kathy Jordan Anne Smith    | 1er tour (1/16) Amanda Brown | Chris Evert Andrea Jaeger   |
| 1983  | n/a                          | n/a                        | -                        | -                        | 2e tour (1/16) Jill Davis    | Andrea Leand M. L. Piatek | 2e tour (1/16) Ilana Kloss   | Anne Hobbs Andrea Jaeger   | 1/4 de finale Ilana Kloss    | B. J. King Sharon Walsh     |
| 1984  | n/a                          | n/a                        | -                        | -                        | 2e tour (1/16) Peanut Louie  | Navrátilová Pam Shriver   | 1er tour (1/32) Peanut Louie | Leslie Allen Kim Jones     | -                            | -                           |
| 1985  | n/a                          | n/a                        | -                        | -                        | 2e tour (1/16) Patty Fendick | H. Mandlíková W. Turnbull | -                            | -                          | 2e tour (1/8) T. Holladay    | Kohde-Kilsch Helena Suková  |
| 1986  | n/a                          | n/a                        | -                        | -                        | 2e tour (1/16) Sophie Amiach | Elna Reinach M. Reinach   | -                            | -                          | n/a                          | n/a                         |
| 1987  | 2e tour (1/8) C. Jolissaint  | Patricia Hy Etsuko Inoue   | -                        | -                        | 2e tour (1/16) Peanut Louie  | S. Cherneva L. Savchenko  | 1er tour (1/32) Peanut Louie | D. Balestrat Hu Na         | n/a                          | n/a                         |
| 1988  | 1er tour (1/32) E. Minter    | C. Lindqvist Robin White   | -                        | -                        | 1er tour (1/32) Peanut Louie | H. Mandlíková B. Potter   | 1er tour (1/32) Peanut Louie | L. Savchenko N. Zvereva    | n/a                          | n/a                         |
| 1989  | 1er tour (1/32) M. Lindström | Jo Durie MJ Fernández      | -                        | -                        | 1er tour (1/32) M. Lindström | Kohde-Kilsch C. Porwik    | 3e tour (1/8) M. Lindström   | MJ Fernández Pam Shriver   | n/a                          | n/a                         |
| 1990  | 3e tour (1/8) M. Lindström   | G. Fernández Robin White   | -                        | -                        | 2e tour (1/16) M. Lindström  | Mercedes Paz A. Sánchez   | 2e tour (1/16) M. Lindström  | Lise Gregory Gretchen Rush | n/a                          | n/a                         |
| 1991  | 2e tour (1/16) M. Lindström  | Mercedes Paz G. Sabatini   | -                        | -                        | -                            | -                         | -                            | -                          | n/a                          | n/a                         |
| 1992  | 1er tour (1/32) Henricksson  | Meike Babel B. Rittner     | -                        | -                        | 2e tour (1/16) C. Martínez   | Lupita Novelo K. Radford  | 1er tour (1/32) C. Suire     | Louise Allen Henricksson   | n/a                          | n/a                         |
| 1993  | -                            | -                          | -                        | -                        | 2e tour (1/16) Whittington   | Yayuk Basuki Mercedes Paz | 1er tour (1/32) Laura Arraya | Hetherington Kathy Rinaldi | n/a                          | n/a                         |

Sous le résultat, la partenaire ; à droite, l’ultime équipe adverse.

### En double mixte
| Année | Open d'Australie (janvier), | Open d'Australie (janvier), | Internationaux de France | Internationaux de France | Wimbledon                    | Wimbledon                   | US Open                     | US Open               | Open d'Australie (décembre), | Open d'Australie (décembre), |
| ----- | --------------------------- | --------------------------- | ------------------------ | ------------------------ | ---------------------------- | --------------------------- | --------------------------- | --------------------- | ---------------------------- | ---------------------------- |
| 1978  | n/a                         | n/a                         | -                        | -                        | 1er tour (1/32) Sam Vuille   | Sharon Walsh Mike Machette  | -                           | -                     | n/a                          | n/a                          |
| 1981  | n/a                         | n/a                         | -                        | -                        | 2e tour (1/16) M. Guntrip    | Virginia Wade V. Amritraj   | -                           | -                     | n/a                          | n/a                          |
| 1982  | n/a                         | n/a                         | -                        | -                        | 2e tour (1/16) M. Guntrip    | Bettina Bunge Dick Stockton | -                           | -                     | n/a                          | n/a                          |
| 1983  | n/a                         | n/a                         | -                        | -                        | 2e tour (1/16) M. Guntrip    | C. Tanvier Chris Lewis      | -                           | -                     | n/a                          | n/a                          |
| 1984  | n/a                         | n/a                         | -                        | -                        | 1er tour (1/32) M. Guntrip   | Paula Smith Mel Purcell     | -                           | -                     | n/a                          | n/a                          |
| 1986  | n/a                         | n/a                         | -                        | -                        | 1er tour (1/32) Brian Levine | Paula Smith Gary Donnelly   | -                           | -                     | n/a                          | n/a                          |
| 1987  | -                           | -                           | -                        | -                        | 3e tour (1/8) Larry Scott    | Nicole Provis Darren Cahill | 1er tour (1/16) Larry Scott | R. Reggi Sergio Casal | n/a                          | n/a                          |
| 1989  | 2e tour (1/8) H. de la Peña | E. Smylie J. Fitzgerald     | -                        | -                        | 2e tour (1/16) C. Banducci   | Lori McNeil Robert Seguso   | -                           | -                     | n/a                          | n/a                          |
| 1990  | 1er tour (1/16) C. Beckman  | Zina Garrison Rick Leach    | -                        | -                        | 1er tour (1/32) Nick Brown   | Robin White Shelby Cannon   | -                           | -                     | n/a                          | n/a                          |
| 1991  | -                           | -                           | -                        | -                        | 1er tour (1/32) Eric Amend   | Hetherington G. Michibata   | -                           | -                     | n/a                          | n/a                          |

Sous le résultat, le partenaire ; à droite, l’ultime équipe adverse.

## Classements WTA

### Classements en simple en fin de saison
| Année | 1983 | 1984 | 1985 | 1986 | 1987 | 1988 | 1989 | 1990 | 1991 | 1992 | 1993 |
| Rang  | 76   | 129  | 139  | 251  | 74   | 125  | 164  | 216  | 139  | 281  | 444  |

Source : (en) « Classements de Heather Ludloff », sur le site officiel du WTA Tour

### Classements en double en fin de saison
| Année | 1986 | 1987 | 1988 | 1989 | 1990 | 1991 | 1992 | 1993 |
| Rang  | 66   | 38   | 115  | 78   | 72   | 94   | 95   | 118  |

Source : (en) « Classements de Heather Ludloff », sur le site officiel du WTA Tour